# Carl Czerny
Carl Czerny (Wenen, 21 februari 1791 — aldaar, 15 juli 1857) was een Oostenrijkse componist, pianist en pianopedagoog. Hij is vooral bekend door zijn pedagogische composities.
Czerny kreeg aanvankelijk pianoles van zijn vader Wenzel, een uitstekend pianist en pianopedagoog. Czerny was op tienjarige leeftijd al een briljante pianist; daarom werd hij leerling van Ludwig van Beethoven. Hij gaf zijn eerste optreden in 1800 met het pianoconcert in c mineur, KV 491 van Mozart. In 1812 speelde hij de Weense première van het vijfde pianoconcert van Beethoven, het Keizersconcert. Czerny studeerde verder bij Muzio Clementi en Johann Nepomuk Hummel alsook Antonio Salieri. Op 15-jarige leeftijd was Czerny, net als zijn vader, al een veelgevraagd pianoleraar.
Hij was de leraar van Franz Liszt, Kullak, Thalberg en Döhler.
Op enkele buitenlandse reizen na werkte Czerny zijn hele leven in Wenen. Als pianist trad hij niet op. Hij was bijna bezeten van het componeren. Hij schreef meer dan 1000 werken en behoort daardoor tot de meest vruchtbare componisten die geleefd hebben. Bijna al zijn composities behoren tot het pianotechnische genre; zijn orkest-, kamer- en kerkmuziek worden zelden nog uitgevoerd. Veel van zijn piano-etudes zoals de Schule der Geläufigkeit, op.299; Schule des Legato und Staccato, op.335; Vierzig tägliche Studien, op.337; Schule der Verzierungen, op.355; Schule des Virtuosen, op.365; Schule für die linke Hand op.319; Schule des Fugenspiels, op.400 en Vorschule der Fingerfertigkeit, op.636 worden tegenwoordig nog steeds gebruikt. De eerste (Schule der Geläufigkeit, op.299) en de laatste (Vorschule der Fingerfertigkeit, op.636) zijn het bekendst en worden het vaakst gebruikt. Czerny schreef ook enkele theoretische werken waarvan Vollständige theoretische-praktische Kompositionslehre, Die Kunst des Vortrags der älteren und neueren Klavierkompositionen uit 1846 en Umriss der ganzen Musikgeschichte uit 1851 de belangrijkste zijn. Czerny is vooral een man van de praktijk; zijn streven is gericht op een vlot, vaardig vingerspel, op te voeren tot de grootst mogelijke snelheid met behoud van helderheid en vlekkeloze trefzekerheid. Bravour, uitbreiding van het pedaalgebruik, een doelmatige vingerzetting zijn voor hem van het grootste belang.
Hij wordt tot de belangrijkste leden van het Weense muziekleven van zijn tijd gerekend. Liszt droeg later zijn 12 Études d'exécution transcendante aan Czerny op, waarmee hij een van de eerste componisten was, die het woord 'etude' als titel gebruikten. Czerny's overige werken, waaronder talrijke symfonieën en pianoconcerten, kerkmuziek en kamermuziek raakten lange tijd in de vergetelheid en kregen pas aan het einde van de 20e eeuw weer wat aandacht. Zijn stijl sluit aan bij die van de Weense Klassieken, maar laat soms ook invloeden van de muziek van de romantiek zien.
Onder invloed van het studeren van de pedagogische werken van C.Ph.E. Bach en de sonates van Beethoven gedurende de lessen die hij in zijn jeugdjaren van hem kreeg, streefde Czerny naar nieuwe composities gemodelleerd naar deze werken. Zijn latere vriendschap met Muzio Clementi, wiens manier van lesgeven en oefeningen hij overnam en in zijn eigen benadering opnam, bleek van grote invloed te zijn op zijn carrière. Door de wederzijdse bewondering tussen Frédéric Chopin en Czerny, die bekend is uit hun bewaard gebleven correspondentie, weten we dat zijn werken zeer bewonderd werden door veel van zijn tijdgenoten.
Czerny's toewijding aan zijn kunst was totaal. Hij is nooit getrouwd en leefde voor de kunst. Hij onderwees en componeerde de hele dag door. Terwijl hij maar liefst tien of twaalf lessen in één dag propte, slaagde Czerny er op de een of andere manier in om een enorme hoeveelheid muziek te schrijven. Zijn uitgevers konden er geen genoeg van krijgen. Vaak moest hij 's nachts componeren. Diverse opusnummers bevatten veel onderdelen. Zo bestaat opus 261 uit “125 oefeningen”, opus 820 uit “90 dagelijkse studies” en opusnummer 821 uit “160 korte studies”. Czerny schreef in elk genre, van kerkmuziek tot opera en van solopiano tot bewerkingen voor zestien pianisten die vierhandig op acht piano’s moeten spelen.
John Field, een tijdgenoot van Czerny en de uitvinder van de pianonocturne, beschreef hem als een ‘Tintenfass’ - een inktpot.
In 1845 bezocht John Ella, een Londense concertmanager, het huis van Czerny in Wenen en zag hoe de componist te werk ging: "In zijn studio werden vier muzieklessenaars opgesteld. Op elke lessenaar lag een andere compositie waar hij op dat ogenblik mee bezig was. Czerny werkte van de ene naar de andere lessenaar een complete pagina af. Als hij bij de vierde lessenaar klaar was, ging hij weer naar de eerste lessenaar want de inkt was daar inmiddels droog geworden en kon hij het blad omdraaien om daar verder te gaan met de compositie. En zo ging dat de hele tijd door, van de vroege ochtend tot de late avond".
Van de Weense musicoloog Ferdinand Pohl, een vriend van Czerny, weten we dat Czerny "bescheiden en eenvoudig was in zijn manier van leven, hoffelijk en vriendelijk was in zijn gedrag, rechtvaardig en vriendelijk was in zijn oordeel over kunstzaken, en behulpzaam was voor alle jonge kunstenaars die langs kwamen". Toen hij op 15 juli 1857 stierf, zonder enig familielid na te laten, liet Czerny een deel van zijn aanzienlijke fortuin na aan een instelling voor doofstommen.
Sinds 2008 zijn er o.a. door het Brandenburgisches Staatsorchester Frankfurt onder leiding van Nikos Athinäos verschillende cd’s opgenomen met muziek van Czerny waaronder een paar symfonieën. Vooral zijn symfonieën zijn een verrassende ontdekking naast zijn talrijke pianowerken. De eerste symfonie in c mineur is sterk door Beethoven beïnvloed maar verraadt ook een Sturm-und-Dranggevoel van een laatbloeier in dit genre. Czerny zelf had het gevoel dat hij te laat had ontdekt dat hij in de serieuze muziek wat te melden had.